# Лаврово (Томский район)
Лавро́во — деревня в Томском районе Томской области. Входит в состав Рыбаловского сельского поселения. 
Расстояние до центра поселения (Ры́балова) — 12 км, до Томска — 51 км. Деревня стоит на берегу реки Порос.

## Население
| 2002 | 2008 | 2009 | 2010 | 2011 | 2012 | 2013 |
| ---- | ---- | ---- | ---- | ---- | ---- | ---- |
| 187  | ↘169 | ↗173 | ↘124 | →124 | ↗127 | →127 |
| 2014 | 2015 | 2021 |      |      |      |      |
| ↗128 | ↗130 | ↘110 |      |      |      |      |

## Социальная сфера и экономика
В Лаврове есть начальная школа, фельдшерско-акушерский пункт, магазин, часть населения работает в СПК «Рыбалово», расположенном в административном центре поселения.

## Местная власть
Сельским поселением руководят глава поселения и совет. Глава поселения — Александр Иванович Тюменцев, совет возглавляет Флюра Мавлитовна Кравец.